# Echelon Conspiracy
Echelon Conspiracy (bra: A Chamada) é um filme estadunidense de 2009, dos gêneros ação e suspense, dirigido por Greg Marcks e protagonizado por Shane West, Edward Burns e Ving Rhames.

## Recepção
Echelon Conspiracy recebeu críticas extremamente negativas. A website Rotten Tomatoes relata 0% de críticas positivas, com base em doze comentários. Apenas 31% dos telespectadores gostaram do filme.

## Elenco
- Shane West como Max Peterson
- Edward Burns como John Reed
- Ving Rhames como agente Dave Grant
- Martin Sheen como Raymond Burke
- Jonathan Pryce como Mueller
- Tamara Feldman como Kamila
- Sergey Gubanov como Yuri Malinin
- Gosha Kutsenko como general russo
- Steven Elder como Charles